# TV UOL
A TV UOL foi a primeira emissora de televisão da internet brasileira com a programação transmitida exclusivamente pela Internet. Sendo parte do portal Universo Online, teve sua primeira transmissão realizada em 4 de junho de 1997, tendo como os maiores patrocinadores o Bradesco e a Volkswagen. Originalmente, a plataforma usava o formato VDOLive - atualmente, o formato usado nas transmissões é o Adobe Flash, já tendo adotado no passado o Windows Media e o Real Media. Até o ano de 2011, apenas parceiros do UOL podiam enviar videos para o site. No entanto, a partir desse ano (mesmo ano de fundação do UOL mais, site de compartilhamento de conteúdo multimídia que sucedeu ao UOLK , velha rede social do UOL) o site passou a ser aberto ao conteúdo postado por usuários. Em 2014 o site recebeu um novo visual, juntamente com um novo sistema que permite seguir usuários, para assim receber o conteúdo enviado por estes.
O serviço foi descontinuado em 2019, quando foi substituido pelo MOV.

## Informações
Além de emissora, atualmente a TV UOL também é um portal de videos, permitindo aos usuários enviarem seus videos pelo pagina *Mais Uol (A mais UOL ainda está em beta, mas já é permitido envio de videos, fotos e outros conteúdos multimídia), e permite ainda o compartilhamento dos videos para blogs, sites, etc pelo código de incorporação do vídeo (que fica abaixo do vídeo, bastando ser copiado), sendo atualmente o 4º maior no mundo com mais de 1 milhão de videos e 6 milhões de visualizações de pagina por dia.

## Canais
Em seu lançamento, a TV UOL disponibilizava programação de canais ligados ao Grupo Folha, mais especificamente do Universo Online, e ao Grupo Abril. Originalmente, ele trazia as entrevistas do Bate-Papo do UOL e o conteúdo jornalístico do Brasil Online e de suplementos da Folha de S.Paulo, como Informática, Mais! e Folhateen. Os jornalistas José Simão, Erika Palomino e Clóvis Rossi produziam material exclusivo para a plataforma.
A programação do site é distribuída em 20 canais, separados por gênero de programa, em sua maioria assistidos sob demanda. Além de programas próprios, a TV UOL também retransmite em tempo real os canais BandNews e BandSports, filiados à Rede Bandeirantes, bem como alguns eventos esporádicos realizados pela Folha de S.Paulo e conteúdo de certos parceiros não-televisivos.